# Teleradio-Moldova
Compania Teleradio-Moldova (TRM) este principala instituție publică a audiovizualului din Republica Moldova. Canalele de televiziune sunt Moldova 1 și Moldova 2, iar  cele de radio sunt Radio Moldova, Radio Moldova Muzical și Radio Moldova Tineret

## Istoric
Compania își desfășoară activitatea începând din ziua de 30 octombrie 1930, primele ediții radiofonice fiind transmise printr-un emițător de 4 kW, pus în funcțiune la Tiraspol. Recepționarea emisiunilor radiofonice pe tot teritoriul republicii a devenit posibilă abia în 1936, când tot la Tiraspol a fost construită noua stație de emisie: M. Gorki.

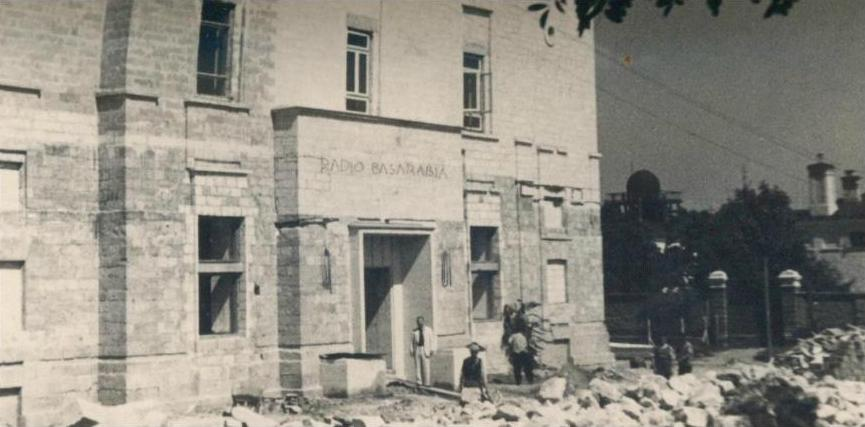
Clădirea postului radio Chișinău în 1937, la începerea lucrărilor de construcție

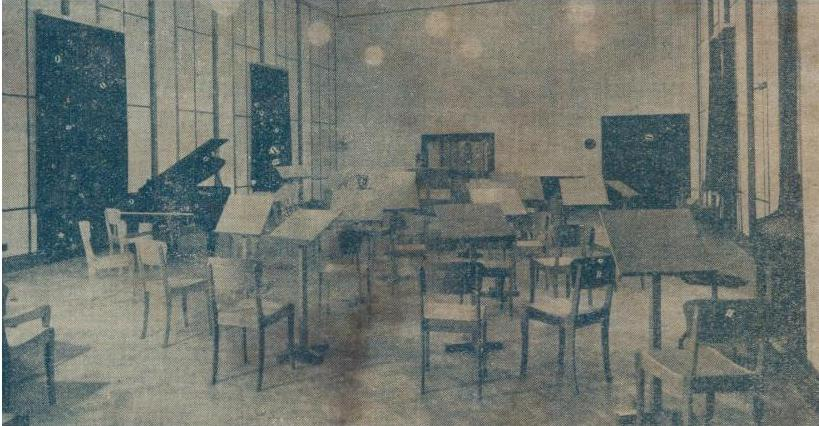
Radio Chișinău la începutul anului 1940, înainte de ocupația sovietică

Pentru a contracara propaganda antiromânească, în 1937, Primăria Chișinău a cedat Societății Române de Radiodifuziune clădirea fostului Teatru Pușkin din strada Carol I pentru a deschide primul post de radio de la Chișinău. Lucrările de amenajare ale fostului Auditoriu Pușkin au început în iarna anului 1937. Emisiunile experimentale au început în primele zile din iunie 1939 dar programul zilnic era redus la 2 ore, între 21 00 și 23 00. Primul post de radio din Chișinău era "de două ori mai puternic decât cel din București sau cel din Tiraspol", scria "Gazeta Basarabiei" în iulie 1939. Emițătorul de 20 kw. instalat la Chișinău de firma Marconi era cel mai bun din România datorită antenei moderne anti-fading care reduce radiația și favorizează propagarea undelor ce călătoresc aproape de suprafața solului. Măsurătorile efectuate după montarea postului au demonstrat că Radio Basarabia acoperă cu rezultate foarte bune teritoriul dintre Siret și Nistru. Recepția era clară și puternică, atât ziua cât și noaptea, eliminând practic influența posturilor rusești de la Tiraspol și Odessa. Primul post de radio din Chișinău, Radio Basarabia, condus inițial de Gheorghe Neamu, a fost inaugurat oficial pe 8 octombrie 1939 prin transmiterea liturghiei de la Catedrala Mitropolitană din Chișinău. Radio Basarabia a fost primul studio regional al Societății Române de Radiodifuziune. Ocupația sovietică a Basarabiei din iunie 1940 a însemnat închiderea postului Radio Basarabia. Cea mai mare parte a materialelor de rezervă, personalul și arhiva au fost retrase la Huși, dar nu și emițătorul de 20 kw. Pe cei rămași acolo sovieticii nu i-au cruțat, cadavrele lor fiind găsite într-un puț părăsit din curtea postului, iar clădirea, cu tot ce se afla în ea, a fost aruncată în aer de Armata Roșie.
În 1992 a luat ființă Departamentul Radio Moldova Internațional, care emite programe în limbile engleză, franceză, spaniolă, rusă și română. În cadrul Radiofuziunii activează Orchestra simfonică, Capela corală Moldova, Orchestra de muzică populară Folclor.
La 30 aprilie 1958, sunt puse pe post primele emisiuni televizate moldovenești, care apăreau de câte 2–3 ori pe săptămână și a câte 2–3 ore pe zi. În 1996, volumul zilnic al emisiunilor televizate constituia 13 ore. După multiple variații, această cifră atinge în prezent 24 ore.

## Activitate
Postul național Radio Moldova este o structură a Instituției Publice Naționale a Audiovizualului (IPNA) „Teleradio Moldova”, reprezentând instituția publică a audiovizualului. Departamentele și redacțiile din componența Radiodifuziunii realizează programe de actualitate, muzicale, culturale, pentru tineret și copii, internaționale. Radio Moldova Internațional este o subdiviziune a Radiodifuziunii Naționale, care produce și difuzează via Internet programe în limbile română și rusă, engleză, franceză, spaniolă.
Radio Moldova emite în benzi de unde medii și FM. Programele 1 Radio Moldova și Radio Moldova Internațional pot fi audiate și pe Internet, pe site-ul oficial al companiei.
Teleradio Moldova este membru al Uniunii Europene pentru Radio și Televiziune. A sponsorizat și realizat proiecte televizate ca „Eurovision”, „FIFA World Cup”, „UEFA Champions League”, „Cupa Independenței”. TV Moldova 1 dispune de 5 studiouri, patru care mobile, centru tehnic emisie.
Emisiunea principală a zilei este buletinul informativ „Mesager” (ediții română/rusă). Emisiunea se bucură de un nivel sporit de notorietate, rating înalt. Zilnic prin intermediul Euroviziunii sunt recepționate informații și sunt transmise cele mai importante știri din Republica Moldova.